# Ectabola pygmina
Ectabola pygmina är en fjärilsart som beskrevs av László Anthony Gozmány. Ectabola pygmina ingår i släktet Ectabola och familjen äkta malar. Inga underarter finns listade i Catalogue of Life.